# Liste der Kreisstraßen in Dresden

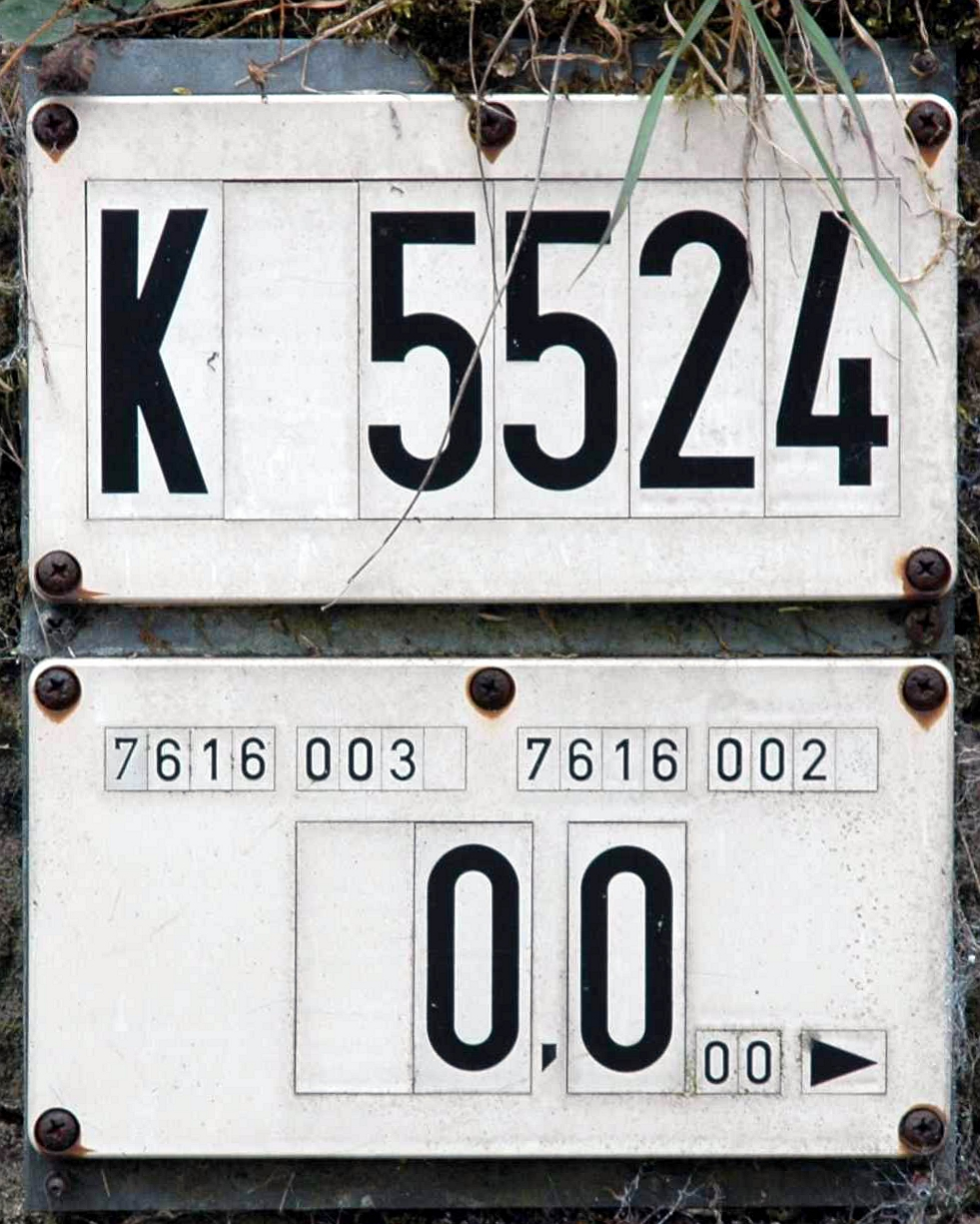
Stationszeichen

Die Liste der Kreisstraßen in Dresden ist eine Auflistung der Kreisstraßen in der kreisfreien Stadt Dresden.

## Abkürzungen
- K: Kreisstraße
- S: Staatsstraße

## Liste
Die Kreisstraßen behalten die ihnen zugewiesene Nummer nicht bei einem Wechsel in einen anderen Landkreis oder in eine kreisfreie Stadt. Nicht vorhandene bzw. nicht nachgewiesene Kreisstraßen sind kursiv gekennzeichnet, ebenso Straßen und Straßenabschnitte, die unabhängig vom Grund (Herabstufung zu einer Gemeindestraße oder Höherstufung) keine Kreisstraßen mehr sind.
Der Straßenverlauf wird in der Regel von Nord nach Süd und von West nach Ost angegeben.
| Nr.    | Verlauf |
| ------ | --- |
| K 6201 | K 6212 – Pappritzer Straße – Fernsehturmstraße – Straße des Friedens – Staffelsteinstraße – S 167 |
| K 6202 | S 183 – Sobrigauer Weg – Stadtgrenze – (K 9002 im Landkreis Sächsische Schweiz-Osterzgebirge) |
| K 6203 | S 172 – Wilhelm-Franke-Straße – Koloniestraße – Goppelner Straße – Stadtgrenze – (K 9003 im Landkreis Sächsische Schweiz-Osterzgebirge) |
| K 6205 | (K 8005 im Landkreis Meißen) – Stadtgrenze – Am Walde – S 179 |
| K 6206 | (K 9206 im Landkreis Bautzen) – Stadtgrenze – An der Prießnitzaue – – Bautzner Landstraße – – Hauptstraße – Pillnitzer Straße – K 6278 – Weißiger Straße – K 6212 |
| K 6207 | S 183 – Tögelstraße – Röhrsdorfer Straße – Maxener Straße – Stadtgrenze – (K 8707 im Landkreis Sächsische Schweiz-Osterzgebirge) |
| K 6211 | (K 9259 im Landkreis Bautzen) – Stadtgrenze – Hauptstraße – S 180 – Hauptstraße – Dresdner Straße – S 180 – Bruhmstraße – Beethovenstraße – Radeberger Straße – Ullersdorf-Langebrücker Straße – S 95 |
| K 6212 | /S 181 – Quohrener Straße – Schönfelder Landstraße – K 6201 – Schönfelder Landstraße – Gönnsdorfer Straße – K 6278 – Cunnersdorfer Straße – Markt – Borsbergstraße – K 6213 – Bühlauer Straße – K 6206 – Bühlauer Straße – S 177 |
| K 6213 | K 6212 – Bühlauer Straße – Zum Triebenberg – Hochlandstraße – Wünschendorfer Straße – An der Schäferei – Am Rathaus – S 167 |
| K 6216 | S 194 – Altplauen – F.-C.-Weißkopf-Platz – Coschützer Straße – Plauenscher Ring – Westendring – Bernhardstraße – Karlsruher Straße – Stadtgrenze – (K 9016 im Landkreis Sächsische Schweiz-Osterzgebirge) |
| K 6234 | (K 8034 im Landkreis Meißen) – Stadtgrenze – Weistropper Straße – |
| K 6240 | – Hauptstraße – Talstraße – K 6242 – Hässige Straße – Gustav-Voigt-Straße – Unkersdorfer Landstraße – Am Schreiberbach – K 6280 – Am Schreiberbach – Roitzscher Landstraße – K 6241 – Roitzscher Dorfstraße – Am Mühlberg – Altnossener Straße – Oskar-Maune-Straße – Gompitzer Höhe – – Kohlsdorfer Landstraße – Otto-Harzer-Straße – Stadtgrenze – (K 9040 im Landkreis Sächsische Schweiz-Osterzgebirge) |
| K 6241 | K 6240 – Roitzscher Landstraße – Podemuser Hauptstraße – Gewerbepark – K 6242 – An der Autobahn – K 6242 – Oberlandstraße – Elbhangstraße – Grüner Weg – |
| K 6242 | K 6240 – Talstraße – Lotzebachstraße – Schützenstraße – Rennersdorfer Hauptstraße – Dorfplatz Brabschütz – Oberlandstraße – K 6241 – An der Autobahn – K 6241 – An der Autobahn – Merbitzer Ring – Merbitzer Straße – Zschonergrundstraße – Am Kirchberg – Pfaffengrund – |
| K 6257 | (K 9257 im Landkreis Bautzen) – Stadtgrenze – Grünberger Straße – Liegauer Straße – Stadtgrenze – (K 9257 im Landkreis Bautzen) |
| K 6258 | (K 9258 im Landkreis Bautzen) – Stadtgrenze – Grünberger Straße – S 59 – Königsbrücker Landstraße – S 59 – Radeberger Weg – Stadtgrenze – (K 9258 im Landkreis Bautzen) |
| K 6260 | (K 9260 im Landkreis Bautzen) – Stadtgrenze – Radeburger Landstraße – S 58 |
| K 6274 | S 167 – Dampfschiffstraße – Söbrigener Straße – Stadtgrenze – (K 8774 im Landkreis Sächsische Schweiz-Osterzgebirge) |
| K 6275 | (K 9075 im Landkreis Sächsische Schweiz-Osterzgebirge) – Stadtgrenze – Saalhausener Straße – Kesselsdorfer Straße – /S 194 |
| K 6276 | (K 9076 im Landkreis Sächsische Schweiz-Osterzgebirge) – Stadtgrenze – Wurgwitzer Straße – Hohendölzschener Straße – Dölzschener Straße – Altfrankener Straße – S 194 |
| K 6278 | K 6206 – Am Sägewerk – Nordweg – K 6212 |
| K 6280 | K 6240 – Am Steinhübel – Stadtgrenze – (K 9080 im Landkreis Sächsische Schweiz-Osterzgebirge) |